# Estádio Léopold Sédar Senghor
O Estádio Léopold Sédar Senghor (em francês: Stade Léopold Sédar Senghor), anteriormente conhecido como Estádio da Amizade (em francês: Stade de l'Amitié), é um estádio de futebol localizado em Dakar, capital do Senegal. Inaugurado em 1985 e com capacidade para receber até 60 000 espectadores, é o maior estádio do país e foi uma das sedes oficiais do Campeonato Africano das Nações de 1992, realizado no país. É também a casa onde o ASC Jeanne d'Arc, tradicional clube senegalês, manda seus jogos oficiais por competições nacionais e continentais. 

## Homenagem
Desde 2001, a atual denominação do estádio foi adotada como forma de render homenagem à Léopold Sédar Senghor, escritor e político senegalês que serviu como o 1.º presidente do Senegal entre 1960 e 1980, falecido em 20 de dezembro deste ano.